# Under the Gaslight
Under the Gaslight è un film muto del 1914 diretto da Lawrence Marston. È l'adattamento cinematografico del melodramma Under the Gaslight di Augustin Daly messo in scena a Broadway il 12 agosto 1867 al Worrell Sisters' New York Theatre.

## Trama
Scoperta a rubare, la serva Judas viene licenziata. Per vendicarsi, la donna scambia nella culla la bambina dei Courtland, i suoi ex padroni, con la sua. Pearl, figlia di Judas, verrà così allevata negli agi dalla famiglia benestante, diventando una ricca ereditiera, mentre la piccola Laura avrà un'infanzia grama presso Judas e suo marito William Byke che la crescono insegnandole a diventare una ladra. I Courtland la sorprendono mentre cerca di rubare: toccati dalla sua situazione, decidono di adottarla, offrendo a Byke una sistemazione.
Passano gli anni e le due ragazze sono diventate delle donne. Quando i Courtland muoiono, lasciano equamente divisi i loro beni tra Pearl e Laura. Byke, allora, cerca di ricattare Laura per mettere le mani sul suo denaro. Pearl, gelosa di Laura perché innamorata di Ray Trafford, uno dei suoi ammiratori, cerca di trarre profitto dalla situazione. Ma, alla fine, Byke resterà ucciso e la verità - ovvero che Laura è la vera figlia dei Courtland - verrà finalmente a galla. Pearl, afflitta, chiederà allora perdono a Laura.

## Produzione
Il film fu prodotto dalla Biograph Company e dalla Klaw & Erlanger.

## Distribuzione
Distribuito dalla General Film Company, il film uscì nelle sale cinematografiche statunitensi il 4 dicembre 1914. Nel 1916, fu distribuito il 4 ottobre in una versione in tre rulli.